# Dioscore (antipape)
Pour les articles homonymes, voir Dioscore.
Dioscore, diacre d'Alexandrie, mort en 530, fut antipape pendant quelques semaines durant la dernière année de sa vie.

## Biographie
À la mort du pape Félix IV, le 22 septembre 530, deux candidats se présentent sur le trône de Pierre : un Goth (l'archidiacre Boniface), et Dioscore.
Désigné par son prédécesseur, Boniface a le soutien du parti goth de Théodoric le Grand. Dioscore, quant à lui, proche conseiller des différents papes des trente années précédentes, est soutenu par l'Empire byzantin s'opposant à ce choix et se fait élire par le clergé romain, qui refuse l'ingérence des Goths.
Dioscore meurt le 14 octobre 530, trois semaines après son élection, évitant ainsi un schisme à l'Église.
Boniface II condamna sa mémoire, forçant les électeurs de Dioscore à se rétracter, mais saint Agapet Ier, pape à partir de mai 535, le réhabilita moralement, ce qui amena certains à en déduire que son élection était légitime et à compter Dioscore comme pape.